# Jakob Schutz
Jakob Schutz (* 8. März 1918 in Filisur, heimatberechtigt in Zurzach, seit 1961 in Filisur; † 27. September 2013) war ein Schweizer Politiker (FDP).

## Leben
Jakob Schutz, Sohn des Gärtners Johann Jakob Schutz und der Christina geborene Schmidt, Absolvent einer Gärtnerlehre sowie der Handelsschule Zürich, übernahm in der Folge den Betrieb seiner Eltern und baute ihn zum Garten- und Sportplatzbauzentrum aus. In seiner Gärtnerei in Filisur gründete er einen Versandhandel von Pflanzen und Samen für Höhenlagen.

## Politischer Werdegang
Schutz – er trat der FDP bei – amtete von 1952 bis 1969 als Gemeindepräsident von Filisur. 1961 wurde er in den Bündner Grossen Rat, 1969 in den Bündner Regierungsrat gewählt. Dort stand er bis zu seinem Ausscheiden 1977 dem Justiz- und Polizeidepartement vor und war Promotor des Splügenbahnprojekts. Auf Bundesebene vertrat er seinen Kanton von 1975 bis 1979 im Nationalrat.
Jakob Schutz präsidierte von 1961 bis 1969 den Bündner Gewerbeverband, von 1980 bis 1987 den Verkehrsverein Graubünden, von 1982 bis 1988 den Bündner Hauseigentümerverband und von 1985 bis 1989 den Verwaltungsrat der Furka-Oberalp-Bahn.